# Ars Nova Copenhagen
 Denne artikel omhandler koret Ars Nova Copenhagen. Opslagsordet har også en anden betydning, se Ars nova.
ARS NOVA Copenhagen er et professionelt dansk vokalensemble på 12 sangere grundlagt i 1979. Koret har siden 1990 haft status af specialensemble under Statens Kunstråd (tidligere Statens Musikråd). Ensemblets chefdirigent siden 2024 er Sofi Jeannin (en). Ars Nova har desuden arbejdet med bl.a. Bo Holten (medgrundlægger og chefdirigent 1979-1996), Tamás Vetö (chefdirigent 1998-2003), Paul Hillier (en) (chefdirigent 2003-2024), Kaspars Putnins (et), Andrew Lawrence King (en), Anthony Rooley, Kees Boeke, Michael Bojesen, Søren Kinch Hansen, Phillip Faber, Graham Ross (en) og Eamonn Dougan (som alle har optrådt som gæstedirigenter).
Ensemblet har specialiseret sig i fortolkning af renæssancens polyfone kormusik og ny vokalmusik, hvilket gruppen har vundet meget anerkendelse for. Med en årlig koncertsæson i København og Århus, adskillige koncerter i det øvrige Danmark og tilbagevendende turnéer verden over, er gruppen i dag mere efterspurgt end nogensinde. I 2015 besøgte gruppen bl.a. Kina på en længere turné, som en markant del af det danske kulturfremstød.
I 1998 medvirkede Ars Nova i den danske versionering af Dreamworks' tegnefilm Prinsen af Egypten som kor i sangene "Befri os", "Som himlen ser", "Leger med de store", "De ti plager" og "Når blot du tror".
Ars Nova har indspillet en lang række CD’er, der har vundet adskillige priser; heriblandt en Grammy for The Little Match Girl Passion med musik af David Lang.
Heinrich Schütz har en helt særlig plads hos Ars Nova Copenhagen, idet gruppen har i årene 2008-2011 har indspillet komponistens samlede dramatiske værker til påske og jul. De fire CD’er har høstet utallige roser i både ind- og udland. I forlængelse heraf blev gruppen i oktober 2014 inviteret til at være artist in residence ved den tyske Heinrich Schütz Musikfest i og omkring komponistens hjemby Dresden.
Andre nyere udgivelser er ’Creator Spiritus’ på Harmonia Mundi med musik af Arvo Pärt, ’The Golden Age of Danish Partsongs’ på DaCapo Records med musik af nogle af de bedste danske vokalkomponister fra de seneste 200 år, ’Carambolage’ i samarbejde med Århus Sinfonietta med musik af Axel Borup-Jørgensen (november 2014), ’Carl Nielsen – Songs for Choir’ med 21 sange af 150-års jubilaren (december 2014), 'Gallos Y Huesos' med musik af den argentinsk/amerikanske komponist Pablo Ortiz (fr) og 'First Drop' med musik af en lang række toneangivende nulevende amerikanske og engelske komponister.

## Udvalgt diskografi

### Renæssance til Barok
- Josquin Desprez: Missa de beata virgine. Vocal Group Ars Nova & Bo Holten. Kontrapunkt
- Pierre de la Rue: Requiem, Giaches de Wert 5 Motets. Vocal Group Ars Nova & Bo Holten. Kontrapunkt 32001.
- Pierre de la Rue: Missa L'Homme Arme. Nicolas Gombert: Lugebat David Absalon, Musae Jovis. Vocal Group Ars Nova & Bo Holten. Kontrapunkt 32008
- Nicolas Gombert: Sacred Music. Vocal Group Ars Nova & Bo Holten. Kontrapunkt 32038
- Thomas Tallis: Felix Namque (I), Felix Namque (II), O Nata Lux Salvator Mundi, The Lamentations Of Jeremiah I, The Lamentations Of Jeremiah II, Videte Miraculum. Vocal Group Ars Nova & Bo Holten with Lars Ulrik Mortensen (harpsichord). Kontrapunkt 32003
- Lassus: Lagrime di San Pietro. Vocal Group Ars Nova & Bo Holten. Naxos (1995)
- Portuguese Polyphony Manuel Cardoso, Pedro de Escobar, Manuel da Fonseca Duarte Lobo. Vocal Group Ars Nova & Bo Holten. Naxos (1995)
- Mogens Pedersøn: Sacred Music From The court Of Christian IV: 3 Hymns from Pratum Spirituale. Ad Te Levavi Oculos Meos. Missa Quinque Vocum. John Dowland Thou Mighty God. Vocal Group Ars Nova & Bo Holten. Kontrapunkt 32100
- John Taverner: Taverner & Tudor Music I - The Western Wind. Ars Nova Copenhagen & Paul Hillier. Ars Nova Records 2006
- John Taverner: Taverner & Tudor Music II - Gloria tibi Trinitas. Ars Nova Copenhagen & Paul Hillier. Ars Nova Records (2008)
- Heinrich Schütz: The Complete Narrative Works. Lukas-Passion SWV 480 (1666), Weihnachtshistorie SWV 435 (c. 1660), Auferstehungshistorie SWV 50 (c. 1623), Die Sieben Worte, SWV 478 (before 1658), Johannes-Passion, SWV 481 (1666), Matthäus-Passion, SWV 479 (1666). Ars Nova Copenhagen & Paul Hillier. 4CD Dacapo (2011). Also available as single discs.
- Plainchant, various. The Christmas Story. Ars Nova Copenhagen, Theatre of Voices & Paul Hillier. Harmonia Mundi (2011)

### Romantik
- Julens Sange - Christmas songs. Vocal Group Ars Nova & Bo Holten. Exlibris
- Årstidernes sange. Vocal Group Ars Nova & Bo Holten. Exlibris
- Carl Nielsen: Songs. Vocal Group Ars Nova & Bo Holten. Exlibris
- Fædrelandssange. Vocal Group Ars Nova & Tamás Vetö. Exlibris
- The Golden Age of Danish Partsongs. Music by Nielsen, Kuhlau, Weyse, Hartmann, Gade, Laub, Heise, Schultz and Nørholm. Ars Nova Copenhagen & Paul Hillier. Dacapo (2014)

### Ny musik
- Bo Holten: Sønderjysk Sommer Symfoni. Vocal Group Ars Nova & Bo Holten. Exlibris
- Per Nørgård: Den Foruroligende Ælling. Vocal Group Ars Nova & Ivan Hansen. Exlibris
- New Music For Choir - Hans Abrahamsen Universe Birds. Pelle Gudmundsen-Holmgreen Konstateringer. Bo Holten Grundtvig Motets. Per Nørgård Wie Ein Kind. Poul Ruders 2 Motets. Sven-David Sandström En Ny Himmel Och En Ny Jord. Vocal Group Ars Nova & Bo Holten. Kontrapunkt 32016
- Ib Nørholm: Elverspejl (The Elf Mirror), Pavlovski, Resmark, Hoyer, Vocal Group Ars Nova & Frans Rasmussen. Kontrapunkt 1996
- Bo Holten: Orfeo-Fragmenter I-VI. Niels Rosing-Schow Sommerfugledalen. Exlibris 30055 (1996)
- Ib Nørholm: Choral Works. Americana op.89, MacMoon Songs III op.154, Sjaefuld Sommer op. 146, 3 Lieder, Fuglene op.129. Vocal Group Ars Nova, Danish Chamber Players & Tamás Vetö. Dacapo
- Pelle Gudmundsen-Holmgreen: Works for Voices and Instruments. Vocal Group Ars Nova, Athelas Sinfonietta Copenhagen & Ivan Hansen. Dacapo
- Per Nørgård. Singe die Gärten Works for Choir I. Vocal Group Ars Nova & Tamás Vetö. Dacapo
- Per Nørgård. Mythic Morning - Works for Choir II. Vocal Group Ars Nova & Tamás Vetö. Dacapo 2005
- Rued Langgaard: Rose Garden Songs Dacapo. Vocal Group Ars Nova & Tamás Vetö. reissued 2009
- Terry Riley. In C. Ars Nova Copenhagen & Paul Hillier. Ars Nova Records 2006
- Per Nørgård: Lygtemaendene tager til byen (The Will-o'-the-Wisps Go to Town), Dam-Jensen, Kihlberg, Gjerris, Henning-Jensen, Jensen, Ars Nova Copenhagen, Danish National Symphony Orchestra & Thomas Dausgaard. Dacapo
- Svend Nielsen (b. 1937). Sommerfugledalen, for 12 solo voices. (Also includes a reading of the poem by the poet recorded in 1991 for the earlier Kontrapunkt release). Ars Nova Copenhagen & Tamás Vetö. Dacapo 2007
- David Lang (composer). The little Match Girl Passion. Theatre of Voices, Ars Nova Copenhagen & Paul Hillier. Harmonia Mundi 2009
- Pelle Gudmundsen-Holmgreen (b. 1932). The Natural World of Pelle Gudmundsen-Holmgreen. Ars Nova Copenhagen & Paul Hillier. Dacapo 2010
- A Bridge of Dreams. Lou Harrison (America, 1917-2003) Mass for Saint Cecilia's Day (1983). Ross Edwards (Australia, b. 1943) Sacred Kingfisher Psalms (2009). Jack Body (New Zealand, b.1944) Five Lullabies (1989). Liu Sola (China, b.1955) The Seafarer to a text of Kevin Crossley-Holland (2009). Anne Boyd (Australia, b.1946) As I crossed a bridge of Dreams (1975). A cappella music from Australia and New Zealand. Andrew Lawrence-King, Ars Nova Copenhagen & Paul Hillier. Ars Nova Records 2011
- Arvo Pärt (b. 1935). Creator Spiritus. Ars Nova Copenhagen & Paul Hillier. Harmonia Mundi (2012)
- Bent Sørensen (komponist) (b. 1958)/ Johannes Ockeghem. Fragments of Requiem. Ars Nova Copenhagen & Paul Hillier. Dacapo 2012
- John Cage: The Complete John Cage Edition Volume 18: The Choral Works 1. Ars Nova Copenhagen & Paul Hillier. Mode Records
- Axel Borup-Jørgensen: Carambolage: Works for ensemble and voice. Århus Sinfonietta, Ars Nova Copenhagen, Søren Kinch Hansen. Dacapo 2014
- Pablo Ortiz: Gallos y Huesos | Notker. Ars Nova Copenhagen and Paul Hillier. Orchid Records 2015
- "First Drop". Howard Skempton: "Rise up my love"; Michael Gordon: "He Saw a Skull"; David Lang: "When we were children"; Kevin Volans: "Walking Song [organ]"; Pablo Ortiz: "Five Motets"; Louis Andriessen: "Un beau baiser"; Gabriel Jackson: "L'homme armé"; Howard Skempton: "More sweet than my refrain"; Steve Reich: "Know what is above you"; Steve Reich: "Clapping Music" (arr. Paul Hillier); Terry Riley: "Mexico City Blues". Ars Nova Copenhagen,
- "...and...": Caroline Shaw (en): "and the swallow. Julia Wolfe (en): "Guard my Tongue". Arvo Pärt: Drei Hirtenkinder aus Fatima, Kleine Litanei, Virgencita, Habitare, Alleluia-Tropus, And I heard a Voice. Songs from Laudario di Cortona (en) arranged by Paul Hillier (en). Ars Nova Copenhagen & Paul Hillier, Naxos 2020

## Sangere
Oversigt over sangere, der har været faste medlemmer i Ars Nova Copenhagen siden 1979. (Ufuldstændig)

### Sopran
- Hilde Ramnefjell Dolva (-2011)
- Ann-Christin Wesser Ingels (2013-)
- Hanna Kappelin (2011-2021)
- Louise Skovbæch Korsholm (2002-2013)
- Kate Macoboy (2013-)
- Else Torp (2004-2013)
- Mari Øyrehagen (2021-)

### Alt
- Ellen-Marie Brink Christensen (2000-2015)
- Hanne Marie le Fevre (2017-)
- Laura Lamph (2016-)
- Rikke Lender (2004-2009)
- Linnea Lomholdt (2006-2013)
- Kristin Mulders (2010-2015)
- Rebecca Forsberg Svendsen (2015-2016)
- Elenor Wiman (2013-)

### Tenor
- Paul Bentley-Angell (2012-2018)
- Ross Buddie (2019-2020)
- Christian Damsgaard (2009-2011)
- Kasper Eliassen (2002-2009)
- Chris Fitzgerald-Lombard (2018-2019)
- Nils Greenhow (2020-2022)
- Josef Hamber (2007-2010)
- Ivan Hansen (-2006)
- Mats Lilhannus (2016-2017)
- Tomas Medici (2006-2011)
- James Robinson (2022-2024)
- Jakob Skjoldborg (2010-)
- Luís Toscano (2012-2015, 2017-)

### Bas
- Thomas Kiørbye (1993-2017)
- Henrik Lund Petersen (-2009)
- Asger Lynge Petersen (2002-)
- Danny Purtell (2018-2021)
- Jakob Soelberg (2009-2018)
- Rasmus Kure Thomsen (2021-)
- Mikkel Tuxen (2018-)